# Pasquale Landi
Pasquale Landi (Porrona, 14 novembre 1817 – San Benedetto a Settimo, 4 agosto 1895) è stato un chirurgo italiano.

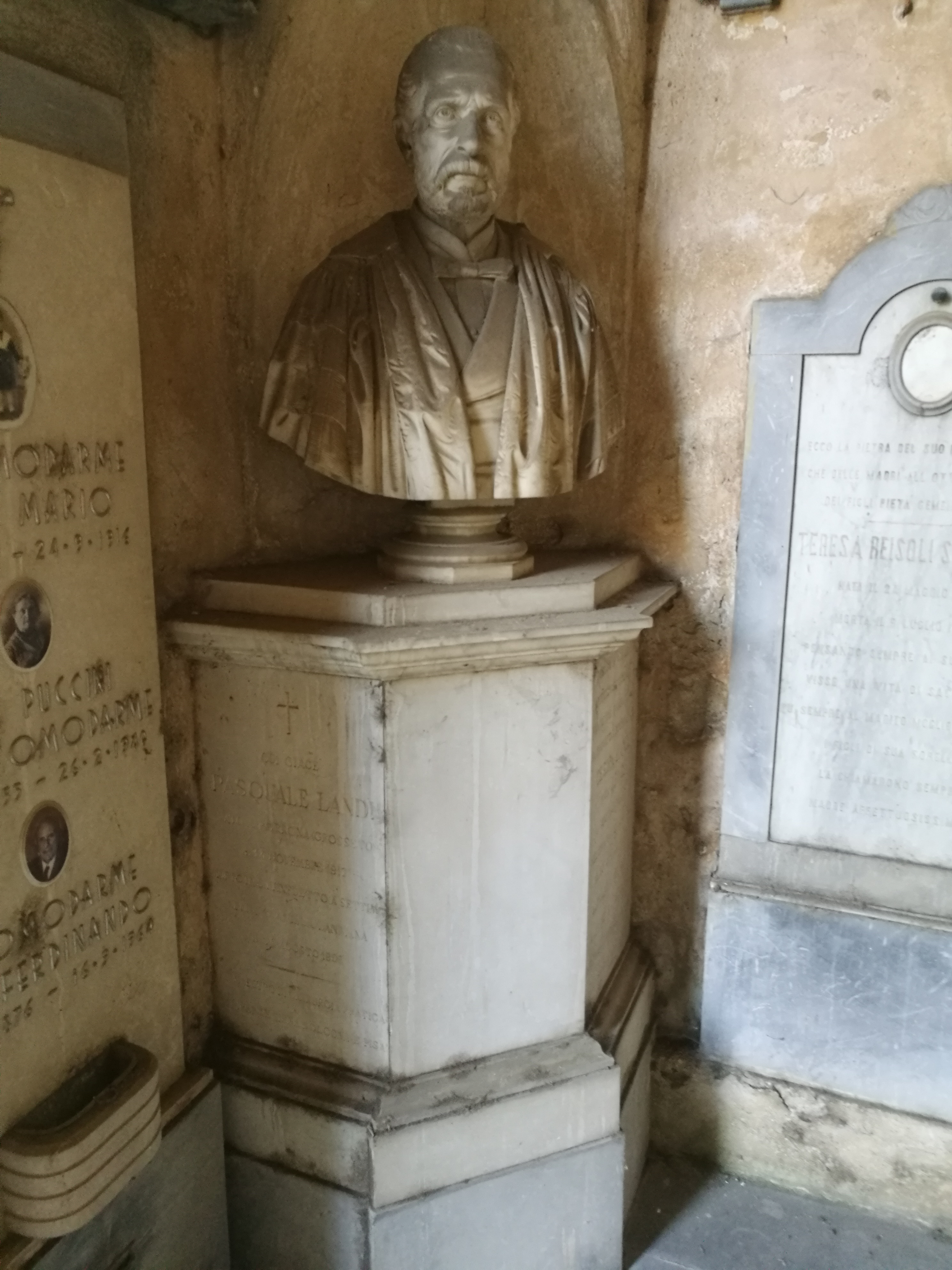
Busto funebre di Pasquale Landi, posto nel Cimitero Suburbano di Pisa

Pasquale Landi si laureò in Medicina e Chirurgia presso l'Università di Firenze nel 1843.
Patriota fervente e politicamente a favore dell'unità d'Italia, fu eletto nel collegio di Pitigliano alla Costituente toscana.
Nel 1861 ottenne la carica di Medico Clinico a Siena, nel 1864 a Bologna e nel 1868 a Pisa.
Nella città di Pisa il 26 settembre 1868 eseguì con successo la prima ovariotomia (per voluminoso cistoma ovarico), intervento chirurgico mai praticato fino ad allora.
Fu un chirurgo stimato a tal punto che Vittorio Emanuele II lo nominò suo medico quando nel 1869 il Re si ammalò a San Rossore. Fu amico del fratello minore di Giacomo Leopardi, Carlo, con il cui intrattenne una relazione epistolare.
Dettò lezioni classiche di clinica e di medicina operatoria presso la Clinica Chirurgica dell'Università di Pisa, e pubblicò numerosi lavori.
Fu un Chirurgo molto attivo nello studio e nel trattamento degli aneurismi, e si distinse particolarmente per i suoi lavori sulla legatura dell'iliaca interna e altre arterie, sulla diagnosi delle cisti ovariche, sull'amputazione della lingua con l'ansa galvanica, sulle malattie dell'apparecchio urinario, sull'epididimite e sui tumori del testicolo e dell'epididimo e su alcuni tumori della mammella.

## Principali pubblicazioni
- Di una ovariotomia praticata nell'Ospedale di Pisa il 26 settembre 1868, Pisa, 1869.
- Di una gastrotomia per la estirpazione di un mioma uterino sessile; di una ovariotomia e della puntura palliativa di altra ciste ovarica, Firenze, LoSperimentale, 1871.
- Aneurisma popliteo guarito con la flessione forzata dell'arto ecc., LoSperimentale, 1872.
- Tracheotomia per corpo estraneo, LoSperimentale, 1872.
- La Clinica chirurgica di Pisa dal 20 aprile 1868 al 10 luglio 1872, Forlì, 1872.
- Aneurisma diffuso del tronco tibio-peroneo sinistro, Firenze, LoSperimentale, 1872.
- Di una trasfusione di sangue per anemia e setticemia, Raccoglitore medico di Forlì, 1873.
- Contribuzione alla storia anatomica e clinica del cranio bifido e della spina bifida, Raccoglitore medico di Forlì, 1873.
- Di alcune operazioni chirurgiche con la galvanocaustica, Bologna, Il Galvani, 1874.
- Amputazione parziale della Lingua per ulcera epiteliale, eseguita con la galvanocaustica, Bologna, Il Galvani, 1874.
- Duplice legatura della femorale per aneurisma traumatico della tibiale anteriore e per emorragia consecutiva alla caduta del laccio, Forli, 1875.
- Legatura della iliaca interna per ferita di un ramo della glutea, LoSperimentale, 1875.
- La terza e la quarta ovariotomia praticata nella Clinica chirurgica di Pisa, 1875.
- In morte del prof. Carlo Burci, Senatore del Regno Parole del prof. Pasquale Landi ai suoi scolari nella nuova Scuola medica di Pisa, Pisa, 1875.
- Amputazione totale della lingua con l'ansa galvanocaustica, LoSperimentale, 1876.
- Resezio-disarticolazione sotto-capsuloperiostea dell'estremo superiore dell'omero destro per osteite con necrosi e semianchilosi, LoSperimentale, 1876.
- Contribuzione alla storia clinica della extrofia vescicale, LoSperimentale, 1876.
- Del valore diagnostico della pulsazione a proposito di un tumore pulsante dell'estremità superiore della tibia sinistra, Commentario clinico di Pisa, 1876.
- Parole sul feretro di Giuseppe Orosi, Pisa, 1877.
- Contribuzione alla diagnosi diretta ed indiretta delle cisti ovariche, Commentario clinico di Pisa, 1876.
- Per la dedicazione del monumento di Giuseppe Orosi nel Camposanto Urbano di Pisa, Pisa, 1877.
- Ectopia e degenerazione cistica del rene destro, mancanza dell'uretra e della capsula succenturiata corrispondente ad utero bicorne (Estratto dagli Annali delle Università toscane), 1883.
- Di alcune malattie dell'apparecchio urinario maschile e femminile. Ricordi clinici e statistici, Pisa, Vannucchi, 1885.
- Notizie e descrizioni di calcoli orinarii e di alcuni corpi estranei, estratti dal prof. Landi e da esso donati al Museo patologico di Pisa il 10 luglio 1887 ed analisi chimica dei medesimi del prof. Tassinari e dott. Antony, (Estratto dagli Annali dell'Università toscane), Pisa, Nistri, 1887.
- Dell'idrocele cronico e di alcune sue varietà – Ricordi clinici, Forlì, 1887.
- Della epididimite ed orchite cronica semplice, tubercolare e sifilitica. - Ricordi clinici, Forlì, 1887.
- Nefrectomia lombare a destra per fistola ureterica ed incompleta idronefrosi con calcolosi e suppurazione - con due figure, Il Progresso di Napoli, 1889.
- Di alcuni tumori del testicolo e dell'epididimo – Ricordi clinici, Forlì, Il Raccoglitore medico, 1889.
- Di alcuni tumori della mammella - Ricordi clinici e statistici, Pisa, Tipografia Vannucchi, 1892.
- Illustrazione di una tavola cromolitografica, rappresentante l'arteria aorta e le iliache comuni ecc., in un individuo in cui il prof. Landi legò la femorale sinistra ecc. (Estratto dagli Annali delle Università toscane, 1893.